# Доброполе (Грифінський повіт)
Доброполе (пол. Dobropole, нім. Dobberphul) — село в Польщі, у гміні Тшцинсько-Здруй Грифінського повіту Західнопоморського воєводства.
Населення — 117 осіб (2011).

## Демографія
Демографічна структура станом на 31 березня 2011 року:
|          | Загалом | Допрацездатний вік | Працездатний вік | Постпрацездатний вік |
| -------- | ------- | ------------------ | ---------------- | -------------------- |
| Чоловіки | 61      | 12                 | 45               | 4                    |
| Жінки    | 56      | 10                 | 38               | 8                    |
| Разом    | 117     | 22                 | 83               | 12                   |